# Cafetales
Cafetales är en ort i Mexiko.   Den ligger i kommunen Xilitla och delstaten San Luis Potosí, i den centrala delen av landet, 210 km norr om huvudstaden Mexico City. Cafetales ligger 416 meter över havet och antalet invånare är 360.
Terrängen runt Cafetales är kuperad åt nordost, men åt sydväst är den bergig. Runt Cafetales är det tätbefolkat, med 476 invånare per kvadratkilometer. Närmaste större samhälle är Tamazunchale, 18,6 km sydost om Cafetales. I omgivningarna runt Cafetales växer i huvudsak städsegrön lövskog.